# Camera dell'Assemblea (Sudafrica)

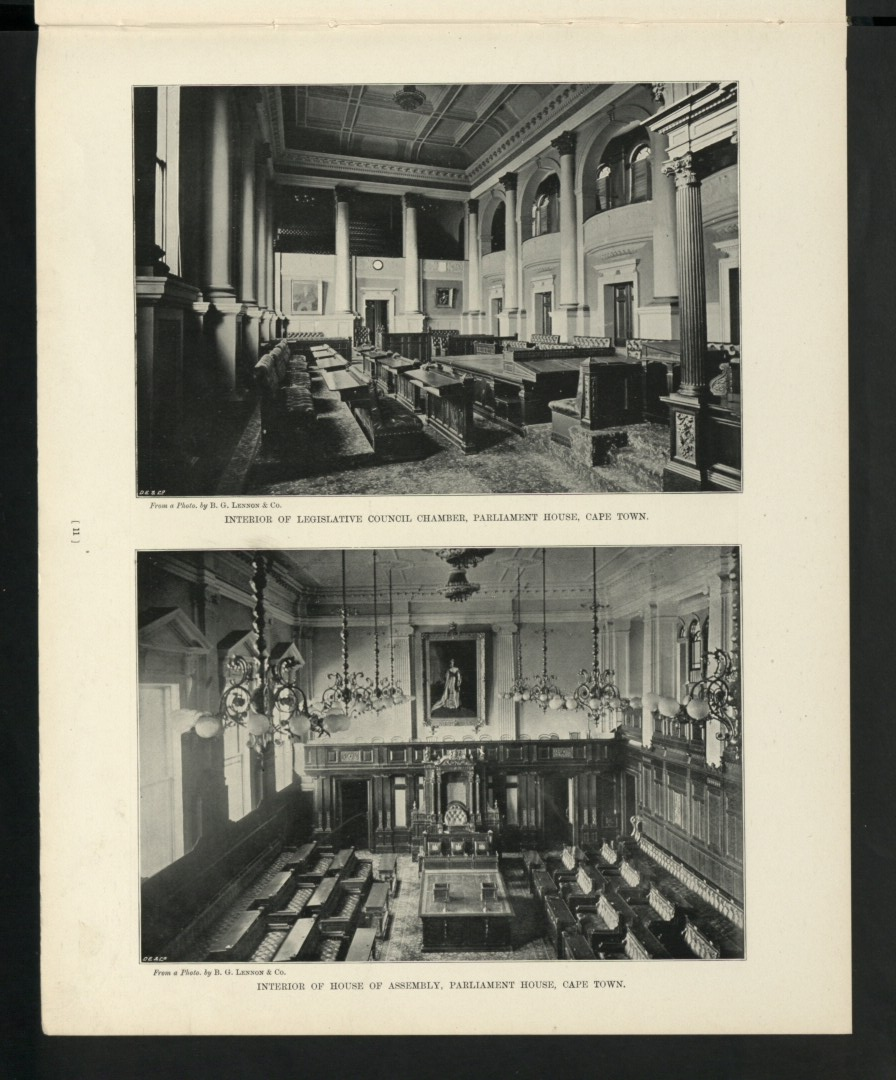
La Camera dell'Assemblea

La Camera dell'Assemblea (conosciuta in afrikaans come Volksraad, o "Consiglio popolare") era la camera bassa del Parlamento del Sudafrica dal 1910 al 1981, la camera parlamentare unica tra il 1981 e il 1984 e successivamente la camera rappresentativa bianca del Parlamento Tricamerale dal 1984 al 1994, quando venne sostituita dall'attuale Assemblea Nazionale. Nel corso della sua storia, è stata costituita esclusivamente da membri bianchi che venivano eletti alla carica prevalentemente da cittadini bianchi, sebbene fino al 1960 e 1970, rispettivamente, alcuni neri africani e meticci nella Provincia del Capo votarono a suffragio ristretto.
La vecchia Camera dell'Assemblea è stata gravemente danneggiata in un incendio nel gennaio 2022.

## Metodo d'elezione
I membri venivano eletti da votazione first-past-the-post in divisioni elettorali uninominali. Dopo l'abolizione del Senato nel 1981, i membri della Camera dell'Assemblea vennero aumentati includendo 12 membri aggiuntivi, di cui quattro venivano nominati dal Presidente dello Stato e otto venivano eletti dai membri eletti direttamente. I membri aggiuntivi eletti venivano scelti da rappresentanza proporzionale, mediante il voto singolo trasferibile.

## Diritto di voto
Il South Africa Act 1909 prevedeva che il diritto di voto in ciascuna provincia dovesse essere lo stesso di quello nella colonia corrispondente prima dell'Unione, fino a quando non fosse stata modificata dal Parlamento dell'Unione. La legge includeva la clausola di rigidità, a condizione che gli elettori neri e di colore potessero essere rimossi dal registro degli elettori comuni solo nel Capo di Buona Speranza, mediante legislazione approvata a maggioranza di due terzi da entrambe le camere del Parlamento in sessione congiunta.
Il diritto di voto, in tutte le parti dell'Unione, era inizialmente limitato agli uomini di età superiore ai 21 anni. Le donne bianche vennero emancipate nel 1929 e le restanti qualifiche di proprietà e reddito che interessavano gli uomini bianchi vennero abolite nel 1930. L'età per votare venne ridotta a 18 anni negli anni '60. C'erano alcune qualifiche e squalifiche aggiuntive che variavano tra le province.
Gli elettori nello Stato Libero d'Orange, nel Transvaal e nell'Africa sudoccidentale dovevano essere bianchi qualificati, per tutto il periodo in cui quelle aree erano rappresentate nella Camera dell'Assemblea.

### Il diritto di voto del Capo
Il Capo di Buona Speranza aveva un diritto di voto basato su proprietà e qualifiche salariali, aperto a persone di tutte le razze. Al tempo della Convenzione nazionale del 1908, che redasse i termini di quello che divenne il South Africa Act, "22.784 persone native e di colore su un totale di 152.221 elettori" avevano diritto a votare alle elezioni del Capo.
Dal 1930, il diritto di voto tradizionale del Capo interessava solo gli elettori non bianchi. Le estensioni del diritto di voto dei bianchi del 1929 e del 1930 non vennero concesse alla maggioranza non bianca della popolazione.
Fino al 1937, un piccolo numero di neri nella Provincia del Capo era incluso nelle liste elettorali comuni. Ai sensi del Representation of Natives Act (1936), vennero eletti tre membri bianchi per rappresentare gli elettori neri nella provincia, con un numero limitato di elettori a soli 11.000. Nel 1960, questi seggi vennero aboliti.
Allo stesso modo, gli elettori di colore nella provincia del Capo vennero rimossi dall'elenco comune (o elenco generale), ai sensi del Separate Representation of Voters Act, 1951, anche se l'atto venne impugnato durante la Crisi costituzionale del voto di colore e non completamente applicato fino alla fine degli anni '50, l'ultimo anno in cui i non bianchi parteciparono a un'elezione generale fu nel 1953. Tra il 1958 e il 1970, agli elettori di colore che soddisfacevano i requisiti vennero successivamente assegnati quattro parlamentari bianchi. Questi seggi vennero aboliti nel 1968 attraverso il Separate Representation of Voters Amendment Act, 1968, emanato per conto del primo ministro B.J. Vorster. Ciò rimosse tutta la rappresentanza politica per i non bianchi in Sudafrica; gli indiani non avevano mai avuto alcuna rappresentanza parlamentare. Ciò rimosse tutta la rappresentanza politica per i non bianchi in Sudafrica; gli indiani non avevano mai avuto alcuna rappresentanza parlamentare.

### Il diritto di voto a Natal
Natal aveva un diritto di voto teoricamente non razziale, che era simile (ma diverso nei dettagli) dal diritto di voto basato sulla proprietà e sul reddito del Capo. In pratica, pochi elettori non bianchi non si qualificarono mai per votare sotto di esso. Venne stimato, nel 1908, che "200 non europei su un totale di 22.786 elettori si erano assicurati i diritti di voto".
Nel 1935 c'era un elettore nero a Natal. Mantenne il diritto di voto generale quando lo persero gli elettori neri del Capo.

### Africa sudoccidentale
Nel 1949, il South West Africa Affairs Amendment Act estese la rappresentanza parlamentare alla minoranza bianca dell'Africa sudoccidentale, che elesse sei deputati alla Camera dell'Assemblea. Essi vennero eletti per la prima volta nel 1950, con il territorio rappresentato nel Parlamento sudafricano fino al 1977. La rappresentanza dell'Africa sudoccidentale nel parlamento sudafricano venne abolita nel 1977, per aprire la via all'indipendenza del territorio, che non si verificò fino al 1990.
Tuttavia, Walvis Bay venne trasferita di nuovo nella Provincia del Capo, rendendola così un'exclave. Da 1980, faceva parte del collegio elettorale di Green Point a Città del Capo, prima di diventare un collegio elettorale separato nel 1982.

## Il parlamento tricamerale
Nel Parlamento tricamerale, la Camera dell'Assemblea (che a quel tempo contava 178 membri) venne mantenuta come camera per soli bianchi mentre la Camera dei rappresentanti e la Camera dei Delegati vennero designati rispettivamente a colored ed asiatici.

## Composizione per elezione, provincia e tipo
| Elezione          | Nr. | Capo | Nat | OFS | SWA | Tvl | Totale gen. | CCRM | CNRM | MP totali |
| ----------------- | --- | ---- | --- | --- | --- | --- | ----------- | ---- | ---- | --------- |
| 15 settembre 1910 | 1   | 51   | 17  | 17  | –   | 36  | 121         | –    | –    | 121       |
| 20 ottobre 1915   | 2   | 51   | 17  | 17  | –   | 45  | 130         | –    | –    | 130       |
| 20 marzo 1920     | 3   | 51   | 17  | 17  | –   | 49  | 134         | –    | –    | 134       |
| febbraio 1921     | 4   | 51   | 17  | 17  | –   | 49  | 134         | –    | –    | 134       |
| 19 giugno 1924    | 5   | 51   | 17  | 17  | –   | 50  | 135         | –    | –    | 135       |
| 14 giugno 1929    | 6   | 58   | 17  | 18  | –   | 55  | 148         | –    | –    | 148       |
| 17 maggio 1933    | 7   | 61   | 16  | 16  | –   | 57  | 150         | –    | –    | 150       |
| 18 maggio 1938    | 8   | 59   | 16  | 15  | –   | 60  | 150         | –    | 3    | 153       |
| 17 luglio 1943    | 9   | 56   | 16  | 14  | –   | 64  | 150         | –    | 3    | 153       |
| 26 maggio 1948    | 10  | 55   | 16  | 13  | –   | 66  | 150         | –    | 3    | 153       |
| 15 aprile 1953    | 11  | 54   | 15  | 13  | 6   | 68  | 156         | –    | 3    | 159       |
| 16 aprile 1958    | 12  | 52   | 16  | 14  | 6   | 68  | 156         | 4    | 3    | 163       |
| 8 ottobre 1961    | 13  | 52   | 16  | 14  | 6   | 68  | 156         | 4    | –    | 160       |
| 30 marzo 1966     | 14  | 54   | 18  | 15  | 6   | 73  | 166         | 4    | –    | 170       |
| 22 aprile 1970    | 15  | 54   | 18  | 15  | 6   | 73  | 166         | –    | –    | 166       |
| 24 aprile 1974    | 16  | 55   | 20  | 14  | 6   | 76  | 171         | –    | –    | 171       |
| 30 novembre 1977  | 17  | 55   | 20  | 14  | –   | 76  | 165         | IE   | Nom  | 165       |
| 29 aprile 1981    | 18  | 55   | 20  | 14  | –   | 76  | 165         | 8    | 4    | 177       |
| 6 maggio 1987     | 19  | 56   | 20  | 14  | –   | 76  | 166         | 8    | 4    | 178       |
| 6 settembre 1989  | 20  | 56   | 20  | 14  | –   | 76  | 166         | 8    | 4    | 178       |

Abbreviazioni e note:
- Divisioni elettorali al ruolo generale (contese alle elezioni generali)
- Capo: Capo di Buona Speranza
- Nat: Natal
- OFS: Stato Libero dell'Orange
- SWA: Africa sudoccidentale (rappresentata alla Camera 1950-1977)
- Tvl: Transvaal
- Seggi non generali (non occupati alle elezioni generali)
- CCRM: membri rappresentativi di colore del Capo (rappresentati alla Camera 1958-1970)
- CNRM: membri rappresentativi dei nativi del Capo (rappresentati alla Camera 1937-1960)
- IE: eletti indirettamente, dai parlamentari eletti direttamente (rappresentati alla Camera nel gennaio 1981-1994)
- Nom: Nominati dal Presidente dello Stato, uno per provincia (rappresentati alla Camera gennaio 1981 – 1994)

## Risultati delle elezioni
La tabella seguente riflette solo i membri eletti dalle divisioni elettorali delle liste generali.
| Legisl    | Elezione          | Seggi totali | Partiti              | Partiti           | Partiti          | Partiti               | Partiti            | Partiti            | Partiti      |
| --------- | ----------------- | ------------ | -------------------- | ----------------- | ---------------- | --------------------- | ------------------ | ------------------ | ------------ |
|           |                   |              | Sudafricano          | Sudafricano       | Sudafricano      | Unionista             | Laburista          | Altri              | Indipendenti |
| I         | 15 settembre 1910 | 121          | 67                   | 67                | 67               | 39                    | 4                  | —                  | 11           |
|           |                   |              | Nazionale            | Nazionale         | Sudafricano      | Unionista             | Laburista          | Altri              | Indipendenti |
| II        | 20 ottobre 1915   | 130          | 27                   | 27                | 54               | 39                    | 4                  | —                  | 6            |
| III       | 20 marzo 1920     | 134          | 44                   | 44                | 41               | 25                    | 21                 | —                  | 3            |
|           |                   |              | Nazionale            | Nazionale         | Sudafricano      | Sudafricano           | Laburista          | Altri              | Indipendenti |
| IV        | 8 febbraio 1921   | 134          | 45                   | 45                | 79               | 79                    | 9                  | —                  | 1            |
| V         | 19 giugno 1924    | 135          | 63                   | 63                | 53               | 53                    | 18                 | —                  | 1            |
| VI        | 14 giugno 1929    | 148          | 78                   | 78                | 61               | 61                    | 8                  | —                  | 1            |
| VII       | 17 maggio 1933    | 150          | 75                   | 75                | 61               | 61                    | 2                  | 2 Roos             | 10           |
|           |                   |              | Nazionale Purificato | Unito             | Unito            | Dominion              | Laburista          | Altri              | Indipendenti |
| VIII      | 18 maggio 1938    | 150          | 27                   | 111               | 111              | 8                     | 3                  | 1 Socialista       | —            |
|           |                   |              | Nazionale Riunito    | Nazionale Riunito | Unito            | Dominion              | Laburista          | Altri              | Indipendenti |
| IX        | 17 luglio 1943    | 150          | 43                   | 43                | 89               | 7                     | 9                  | —                  | 2            |
|           |                   |              | Afrikaner            | Nazionale Riunito | Unito            | Unito                 | Laburista          | Altri              | Indipendenti |
| X         | 26 maggio 1948    | 150          | 9                    | 70                | 65               | 65                    | 6                  | —                  | —            |
|           |                   |              | Nazionale            | Nazionale         | Unito            | Unito                 | Laburista          | Altri              | Indipendenti |
| XI        | 15 aprile 1953    | 156          | 94                   | 94                | 57               | 57                    | 5                  | —                  | —            |
| XII       | 16 aprile 1958    | 156          | 103                  | 103               | 53               | 53                    | —                  | —                  | —            |
|           |                   |              | Nazionale            | Nazionale         | Unito            | Progressista          | Altri              | Altri              | Indipendenti |
| XIII      | 8 ottobre 1961    | 156          | 105                  | 105               | 59               | 1                     | 1 Unione Nazionale | 1 Unione Nazionale | —            |
| XIV       | 30 marzo 1966     | 166          | 126                  | 126               | 39               | 1                     | —                  | —                  | —            |
| XV        | 22 aprile 1970    | 166          | 118                  | 118               | 47               | 1                     | —                  | —                  | —            |
| XVI       | 24 aprile 1974    | 171          | 123                  | 123               | 41               | 7                     | —                  | —                  | —            |
|           |                   |              | Nazionale            | Nazionale         | Nuova Repubblica | Progressista Federale | Altri              | Altri              | Indipendenti |
| XVII      | 30 novembre 1977  | 165          | 134                  | 134               | 10               | 17                    | 3 Sudafricani      | 3 Sudafricani      | 1            |
| XVIII/XIX | 29 aprile 1981    | 165          | 131                  | 131               | 8                | 26                    | —                  | —                  | —            |
|           |                   |              | Conservatore         | Nazionale         | Nuova Repubblica | Progressista Federale | Altri              | Altri              | Indipendenti |
| XX        | 6 maggio 1987     | 166          | 22                   | 123               | 1                | 19                    | —                  | —                  | 1            |
|           |                   |              | Conservatore         | Nazionale         | Democratico      | Democratico           | Altri              | Altri              | Indipendenti |
| XXI       | 6 settembre 1989  | 166          | 39                   | 94                | 33               | 33                    | —                  | —                  | —            |